# Biljanik
Biljanik (makedonska: Билјаник) är en övergiven ort i Nordmakedonien.   Det ligger i kommunen Novaci, i den södra delen av landet, 110 km söder om huvudstaden Skopje. Biljanik ligger 594 meter över havet och antalet invånare är 300.